# 第40师团
第40师团（Dai-yonjū Shidan）是日本帝国陆军的一个步兵师团。它的代号是鲸兵团（Kujira Heidan）

## 历史
第40师团于1939年6月30日在香川县善通寺市与第38，第39和第41师团同期组建。它的兵员主要来自四国岛的四个县。第40师团最初的任务是前往中国日占区维持公共秩序和充当警察，但由于第二次中日战争的局势恶化，它很快被分配到前线执行作战任务。
第40师团最初于1939年10月2日划归第十一军，驻扎在汉口及长江沿岸的广济，即湖北省的咸宁市。
该师团于1940年5月1日参加枣宜会战，1940年11月参与鄂中作战，1941年2月参与豫南会战，1941年9月参与第二次长沙会战，1941年12月参与了第三次长沙会战。
1942年4月，第40师团是负责抓捕杜立特空袭东京任务（Doolittle Mission）中被击落的美国飞行员的部队之一。
1943年2月，第40师团参与了对重庆的进攻。其间，第40山地炮兵团被更名为第31山地炮兵团，并被派往印度战场增援第31师团。
1944年4月，第40师团奉命执行一号作战，1944年6月10日到达益阳， 1944年7月9日在濠江区休整。
1945年1月，第40师团奉命守卫粤汉铁路。当时师部设在韶关曲江区。此后，它被编入第23军，并被安排前往广东-澳门地区以预备盟军的登陆。然而，随着美军于1945年4月入侵冲绳，第40师团接到命令从广东撤回上海。途中，在江西南昌，战争结束。第40师团的最后命令是从南昌撤回南京，在那里复员，其残余的部队于1946年5月回到佐世保。